# ماسايوكي أوكوياما
ماسايوكي أوكوياما (باليابانية: 奧山 政幸) (28 يوليو 1993 في آيتشي في اليابان – )؛ هو لاعب كرة قدم ياباني سابق كان يلعب كمدافع.

## وصلات خارجية
- ماسايوكي أوكوياما على موقع رابطة كرة القدم اليابانية للمحترفين (اليابانية)
- ماسايوكي أوكوياما على موقع قاعدة بيانات كرة القدم.إي يو (الإنجليزية)
- ماسايوكي أوكوياما على موقع Soccerway.com (الإنجليزية)
- ماسايوكي أوكوياما على موقع عالم كرة القدم.نت (الإنجليزية)